# Cremolobus peruvianus
Cremolobus peruvianus är en korsblommig växtart som först beskrevs av Jean-Baptiste de Lamarck, och fick sitt nu gällande namn av Dc.. Cremolobus peruvianus ingår i släktet Cremolobus, och familjen korsblommiga växter. Inga underarter finns listade i Catalogue of Life.